# Lestrimelitta rufa
Lestrimelitta rufa är en biart som först beskrevs av Heinrich Friese 1903.  Lestrimelitta rufa ingår i släktet Lestrimelitta och familjen långtungebin. Inga underarter finns listade i Catalogue of Life.